# Germaine Bouret
Pour les articles homonymes, voir Bouret.
Germaine Bouret, née le 29 mai 1907 à Paris, ville où elle est morte le 25 janvier 1953, est une illustratrice française.

## Biographie

### Enfance et formation
Germaine Bouret naît le 29 mai 1907 dans le 8e arrondissement de Paris. Son père, Auguste Bouret, est un Berrichon monté à Paris pour des raisons professionnelles, et sa mère, née Helen King, est anglaise. Germaine a un frère jumeau prénommé Marcel (1907-1986). Toute la vie et l’œuvre de Germaine sont marquées par cette gémellité et ses souvenirs d’enfance. Très jeune, elle est attirée par le dessin qu'elle pratique dès l'âge de 4 ans, mais c’est à 13 ans qu'elle s’oriente réellement vers ce qui sera la passion de sa vie.
Elle se fait remarquer très tôt, en 1922, année où elle remporte un concours national de dessin (première de la catégorie adolescents), avant de suivre des cours dans cette discipline à l'école de la rue Madame à Paris. À 17 ans, en 1924, elle travaille pendant une période de quelques mois comme dessinatrice de mode pour la maison de haute couture Jeanne Lanvin, sise au 22, rue du Faubourg-Saint-Honoré à Paris.

### Débuts
À 20 ans, en 1927, elle crée sa société sous le nom « Éditions Bouret », auteur-éditeur, et commence à dessiner des enfants. Ses premiers travaux concernent des menus et des gravures. C’est son frère, caricaturiste et auteur, qui  fréquentait le milieu des chansonniers montmartrois, qui rédigera l'intégralité des légendes de ses illustrations, créant ainsi une véritable œuvre artistique commune et indissociable.
En 1928, elle illustre un livre d'Alice Cruppi édité chez Fernand Nathan, Touche à Tout – Ses tragiques mésaventures. Elle travaille également pour un éditeur de cartes postales. L'année suivante, elle expose au Salon des humoristes Vas-tu te réveiller, Brutus ? et Hum !... ça sent la poule de luxe.
Elle réalise des séries entières thématiques : les petits métiers, les fêtes, les sujets religieux, les bains de mer, les sports d’hiver, la chasse, etc. Ses dessins sont beaucoup repris par les commerçants : boîtes, emballages, calendriers, livres, disques..., et aussi par la publicité (Nestlé, Blédina...). Un million[réf. nécessaire] de ses dessins seront répandus dans le monde. Elle participera à des salons et même à l'exposition universelle de 1937 dans la catégorie Arts et Techniques. Elle collaborera brièvement à la revue Jean-Pierre.

### Apogée de sa carrière

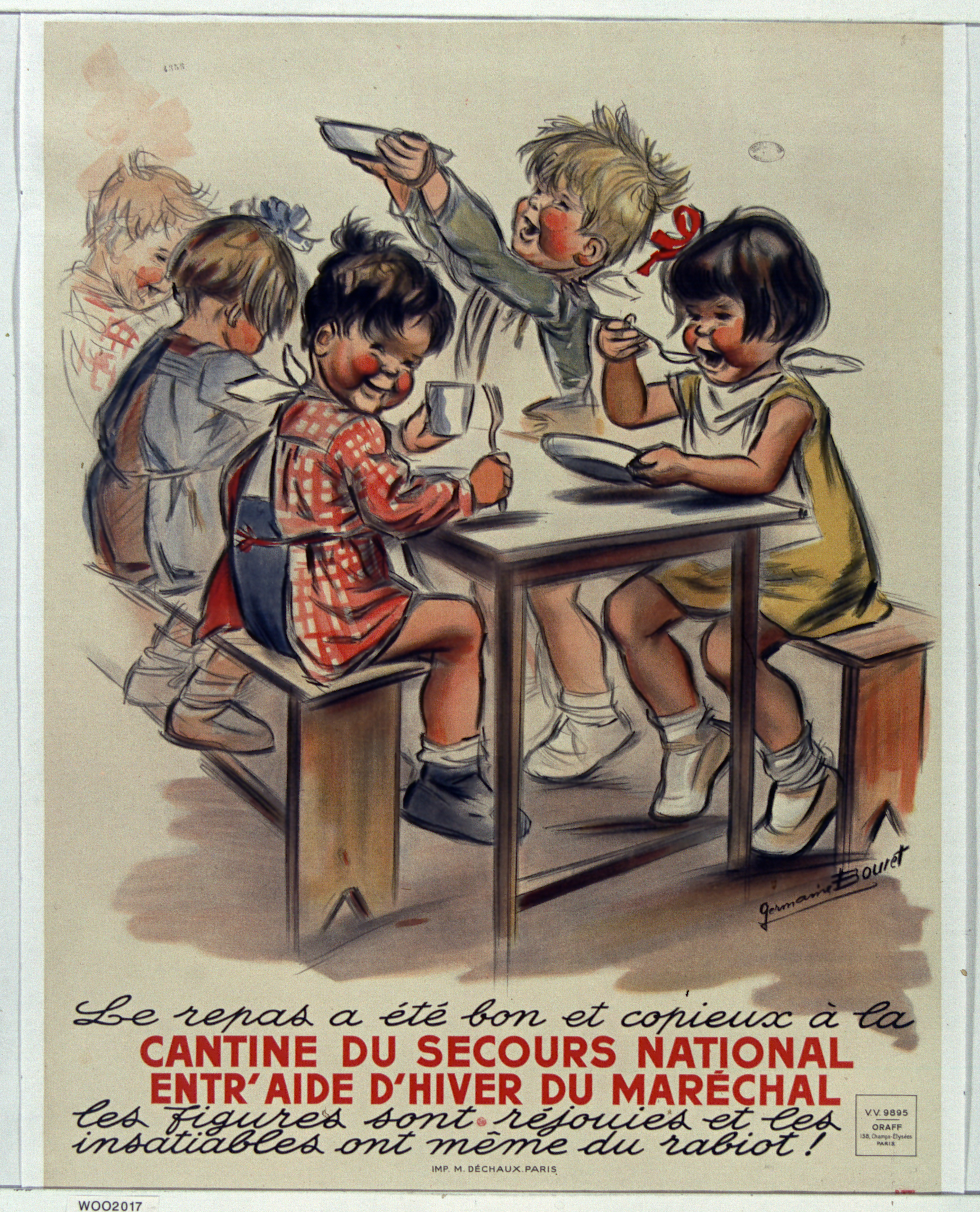
Affiche de propagande sous le régime de Vichy, dessinée par Germaine Bouret, célébrant les cantines du Secours national organisées dans le cadre de l'« entraide d'hiver du Maréchal ».

Après l’exposition universelle, elle est au sommet de son art. Elle est maintenant installée avec sa famille au 3, rue du Capitaine-Ferber, dans le XXe arrondissement. La société est devenue « Ateliers Bouret » et l’objet « Études de dessins publicitaires, cartes postales, gravures, calendriers, affiches, menus ».
Au tout début des années 1940, Walt Disney, qui recrute en Europe des dessinateurs pour ses studios aux États-Unis, va même la repérer et lui demande de travailler pour lui, ce qu'elle refuse, préférant rester dans son pays. Peu avant sa mort, il dira de Germaine Bouret qu'elle était la plus grande dessinatrice de son époque. 
Durant la guerre, elle illustre des ouvrages de propagande destinés aux enfants, tel Il était une fois un Maréchal de France.
En 1945 sort Nounouk, les aventures d’un petit ourson, qui sera suivi plus tard par Nounouk à la mer et Nounouk en relief, un livre avec découpages, puis Chansons du printemps de la vie, un recueil de chansons.
Après la guerre, elle réalise de nombreux ouvrages utilisant des techniques élaborées de découpe, de collage et d’animation. Ces livres sont appelés « livres animés ».
Vers 1950, elle illustre un grand nombre de livres et de disques.
Elle meurt le 25 janvier 1953 en son domicile dans le 20e arrondissement, et est inhumée au cimetière de Villemer (Seine-et-Marne).

## Œuvre

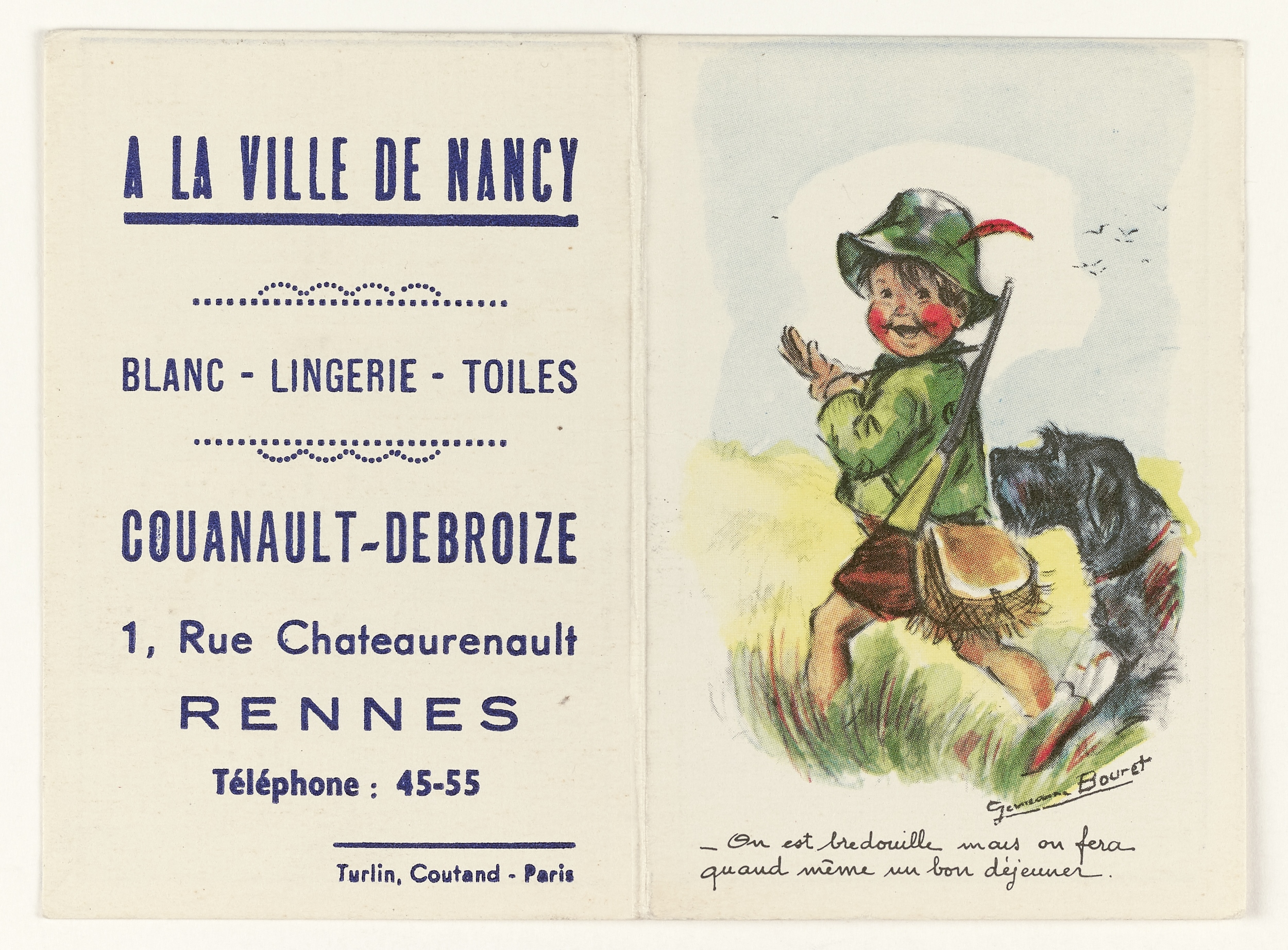
Carte publicitaire.

Germaine Bouret a trouvé l’inspiration dans la rue et les squares en dessinant les enfants, thème quasi exclusif de son œuvre, et rapidement elle s’est spécialisée dans les cartes postales et les gravures en différents formats, qui seront très largement diffusées dans de nombreux foyers français. Elle a également illustré des livres pour enfants comme Alice au pays des merveilles et les contes de Perrault.
Ne dessinant pratiquement que des enfants, elle a naturellement été sollicitée pour des œuvres concernant la jeunesse : colonies de vacances, cantine, sauvegarde de l’enfance.
Elle a aussi travaillé pour la publicité. Lesieur a fait appel à elle pour des feuillets publicitaires et des fiches-recettes réalisés sous forme de bande dessinée, Vittelloise, dont elle a aussi créé le slogan « L’eau qui chante et qui danse », Jacquemaire pour l’illustration de ses boîtes de farine Blédine et de nombreuses autres marques. Il est à noter que la corporation utilise encore cette image aujourd’hui, soit depuis plus de cinquante ans. Elle a réalisé également des dessins publicitaires pour les sous-vêtements Petit Bateau.
En 1938, elle signe quelques dessins d’animaux, principalement des chiens, du pseudonyme « King », nom de jeune fille de sa mère.
Son travail et sa vie sont très étroitement liés à son frère jumeau, Marcel Bouret, qui rédigea l’intégralité des légendes de ses dessins, pour une œuvre artistique commune et indissociable.

### Postérité
La société « Éditions Germaine Bouret » représente l’ensemble des ayants droit de l’artiste, dont les œuvres ne sont plus protégées par le droit d'auteur depuis le 1er janvier 2024, lorsqu'il s'agit des créations mêmes de l'artiste, mais restent protégées jusqu'au 1er janvier 2057, lorsqu'elles sont accompagnées d'une légende de son frère Marcel Bouret, mort en 1986. 
L'association Les Amis de Germaine Bouret est créée en 2002, et un site internet lui est consacré.

## Hommage
Un rue Germaine-Bouret est inaugurée à Villemer le 18 septembre 2010.